# Medallista (arte)

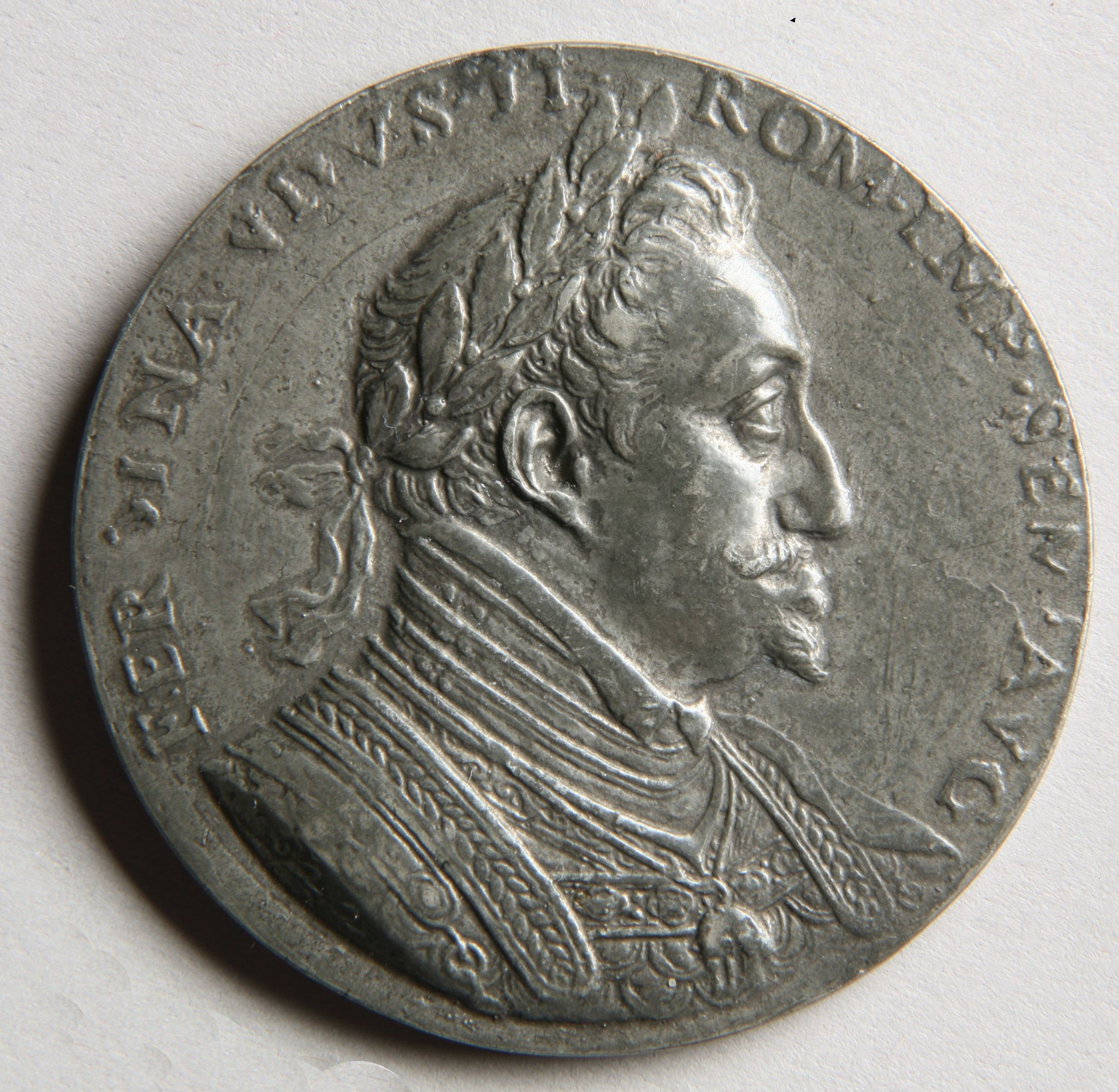
Medalla conmemorativa de la Batalla de la Montaña Blanca con el retrato de Fernando II de Habsburgo por Giovanni Pietro de Pomis.

Un medallista es un artista que diseña medallas, plaquetas, insignias, medallones de metal, monedas y obras similares en relieve en metal. Históricamente, los medallistas también participaron típicamente en la producción de sus diseños, y por lo general eran escultores u orfebres por antecedente. En los tiempos modernos, los medallistas son principalmente escultores de obras más grandes, pero en el pasado la cantidad de medallas y monedas producidas era suficiente para permitir que los especialistas dedicaran buena parte de su carrera a producirlas. A partir del siglo XIX, la educación de un medallista usualmente comenzaba como grabador o una educación formal en una academia, particularmente en modelado y retrato. En las monedas, una marca o símbolo que significaba al medallista como diseñador original a menudo se incluía en un lugar oculto de la moneda y no debe confundirse con el símbolo del maestro de la ceca. Las medallas y plaquetas artísticas suelen estar firmadas de forma destacada por el artista.